# Unibail-Rodamco-Westfield
Unibail-Rodamco-Westfield (Euronext URW) és el grup immobiliari comercial cotitzat líder al món, present a 13 països i amb una cartera d’actius per valor de 56.300 milions d’euros a 31 de desembre de 2020. El grup es va crear el 1968 i compta amb 3.100 empleats el 2021. Està especialitzat en gestió, promoció i inversió de grans centres comercials situats a les principals ciutats d'Europa i els Estats Units, a grans edificis d’oficines i a centres de convencions i exposicions de la regió de París.
El grup té 87 centres comercials el 2020.